# Dolmen von Kerporhell

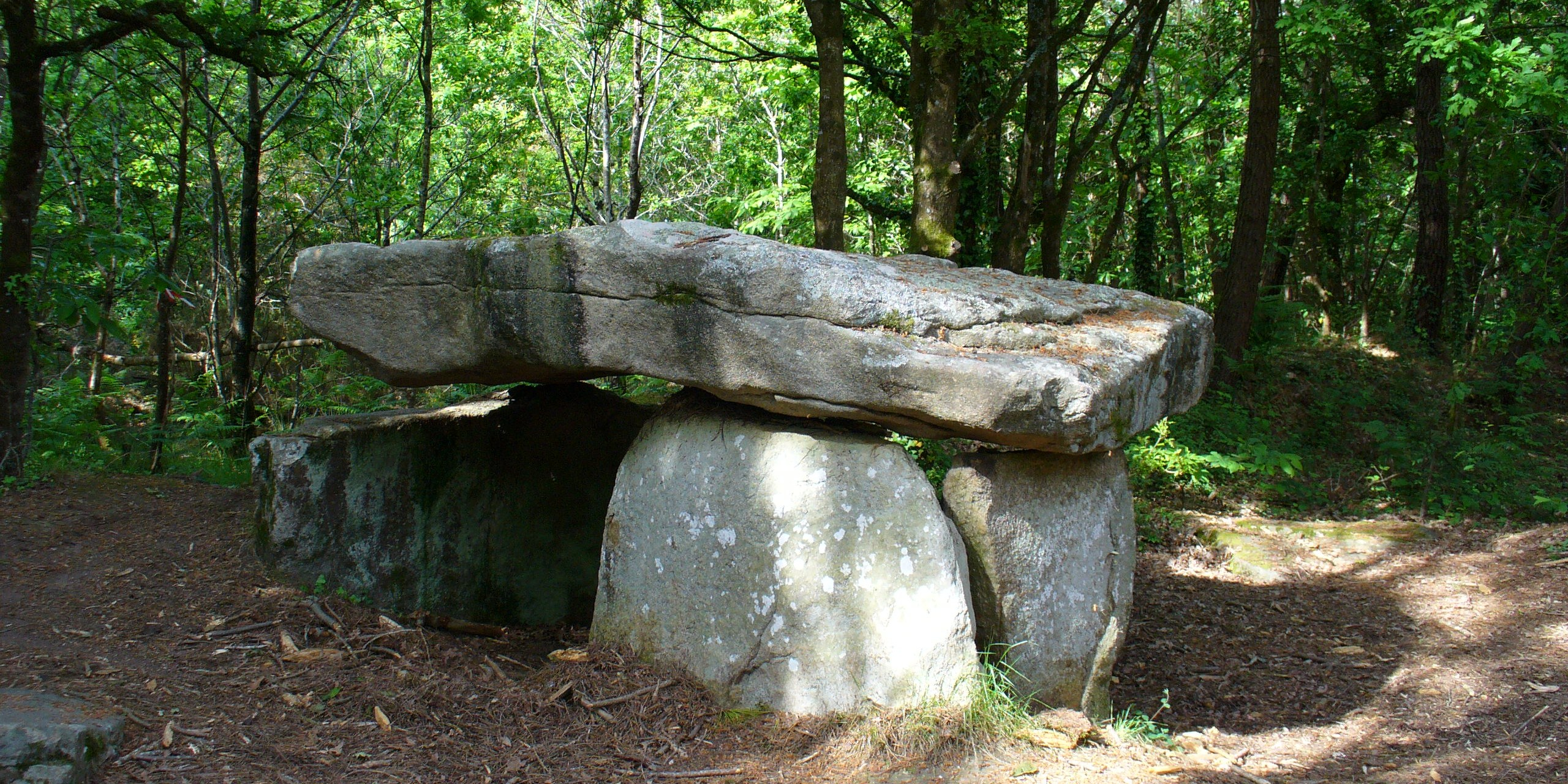
Dolmen von Kerporhell

Der Dolmen von Kerporhell (auch Kerporhel, Kerporel, oder Kerven genannt) liegt im Wald östlich von Riantec und Kerven, nördlich von Kerporel am Petite mer de Gâvres im Département Morbihan in der Bretagne in Frankreich. Dolmen ist in Frankreich der Oberbegriff für neolithische Megalithanlagen aller Art (siehe: französische Nomenklatur).
Von dem Dolmen ist nur eine grazile Deckenplatte auf drei Tragsteinen erhalten. Zwei weitere Platten sind in den Resten des Hügels, auf dem Boden sichtbar.
950 m nördlich liegt der Dolmen de Locjeann.